# Václav Talich
Václav Talich, češki dirigent in pedagog, * 28. maj 1883,  Kroměříž, Moravska, † 16. marec 1961, Beroun, Češka.

## Življenje
Václav Talich je študiral na konservatoriju v Pragi, kjer je leta 1903 diplomiral. Kot violinist je sprva delal v Berlinu, nato pa je kot dirigent deloval v Odesi, Tbilisiju in Pragi. Leta 1908 je prišel v Ljubljano in postal dirigent novoustanovljene Slovenske filharmonije. Odločal se je zlasti za dela slovenskih in slovanskih avtorjev. Dirigiral je tudi operetne predstave v Deželnem gledališču, ustanovil godalni kvartet, bil v letih 1909 in 1912 prvi kapelnik v Operi ter nasploh razširil glasbeno dejavnost v mestu in dvignil njeno raven. Po štirih letih je odšel iz Ljubljane in pozneje vodil Češko filharmonijo v Pragi ter Slovaško v Bratislavi. Leta 1932 je postal profesor na Praškem konservatoriju, kjer je poučeval tudi nekaj slovenskih glasbenikov (mdr. Samo Hubad, Demetrij Žebre). Poročen je bil s slovensko pianistko V. Prelesnik.
Václav Talich velja za najpomebnejšega češkega dirigenta.